# La Liga 2003/2004
La Liga 2003/2004 var den 73:e upplagan av Spaniens högsta liga i fotboll för herrar. Valencia CF blev ligasegerare för 6:e gången. Säsongen började den 30 augusti 2003 och avslutades 23 maj 2004.

## Upp- och nedflyttningar
Lag som flyttats upp från Segunda División säsongen 2002/2003
- Real Murcia
- Real Zaragoza
- Albacete Balompié

Lag som flyttats ner till Segunda División säsongen 2003/2004
- Recreativo de Huelva
- Deportivo Alavés
- Rayo Vallecano

## Tabell
| Nr | Lag                 | S  | V  | O  | F  | GM | IM | MS  | P  |
| -- | ------------------- | -- | -- | -- | -- | -- | -- | --- | -- |
| 1  | Valencia            | 38 | 23 | 8  | 7  | 71 | 27 | +44 | 77 |
| 2  | Barcelona           | 38 | 21 | 9  | 8  | 63 | 39 | +24 | 72 |
| 3  | Deportivo La Coruña | 38 | 21 | 8  | 9  | 60 | 34 | +26 | 71 |
| 4  | Real Madrid (RL)    | 38 | 21 | 7  | 10 | 72 | 54 | +18 | 70 |
| 5  | Athletic Bilbao     | 38 | 15 | 11 | 12 | 53 | 49 | +4  | 56 |
| 6  | Sevilla             | 38 | 15 | 10 | 13 | 56 | 45 | +11 | 55 |
| 7  | Atlético Madrid     | 38 | 15 | 10 | 13 | 51 | 53 | −2  | 55 |
| 8  | Villarreal          | 38 | 15 | 9  | 14 | 47 | 49 | −2  | 54 |
| 9  | Real Betis          | 38 | 13 | 13 | 12 | 46 | 43 | +3  | 52 |
| 10 | Málaga              | 38 | 15 | 6  | 17 | 50 | 55 | −5  | 51 |
| 11 | Mallorca            | 38 | 15 | 6  | 17 | 54 | 66 | −12 | 51 |
| 12 | Real Zaragoza       | 38 | 13 | 9  | 16 | 46 | 55 | −9  | 48 |
| 13 | Osasuna             | 38 | 11 | 15 | 12 | 38 | 37 | +1  | 48 |
| 14 | Albacete Balompié   | 38 | 13 | 8  | 17 | 40 | 48 | −8  | 47 |
| 15 | Real Sociedad       | 38 | 11 | 13 | 14 | 49 | 53 | −4  | 46 |
| 16 | Espanyol            | 38 | 13 | 4  | 21 | 48 | 64 | −16 | 43 |
| 17 | Racing Santander    | 38 | 11 | 10 | 17 | 48 | 63 | −15 | 43 |
| 18 | Real Valladolid     | 38 | 10 | 11 | 17 | 46 | 56 | −10 | 41 |
| 19 | Celta Vigo          | 38 | 9  | 12 | 17 | 48 | 68 | −20 | 39 |
| 20 | Real Murcia         | 38 | 5  | 11 | 22 | 29 | 57 | −28 | 26 |

## Statistik
- Flest vinster - Valencia CF (23)
- Minst vinster - Real Murcia (5)
- Flest oavgjorda - CA Osasuna (15)
- Minst oavgjorda - Espanyol (4)
- Flest förluster - Real Murcia (22)
- Minst förluster - Valencia (7)
- Flest gjorda mål - Real Madrid (72)
- Minst gjorda mål - Real Murcia (29)
- Flest insläppta mål - Celta de Vigo (68)
- Minst insläppta mål - Valencia (27)

## Utmärkelser

### Pichichitrofén
Pichichitrofén delas ut till den spelare som gjort flest mål under säsongen.
| Spelare         | Lag             | Mål |
| --------------- | --------------- | --- |
| Ronaldo         | Real Madrid     | 24  |
| Júlio Baptista  | Sevilla FC      | 20  |
| Mista           | Valencia CF     | 19  |
| Raúl Tamudo     | RCD Espanyol    | 19  |
| Fernando Torres | Atlético Madrid | 19  |
| Salva           | Málaga CF       | 18  |
| David Villa     | Zaragoza        | 17  |

### Fair Play-utmärkelsen
Valencia fick 99 poäng och vann därmed utmärkelsen.

### Pedro Zaballa-utmärkelsen
Joan Laporta (FC Barcelonas president) och José María Alanís (spelare i CD Siempre Alegres)

## Anmärkningslista
1. ↑  Kvalificerade sig för Uefacupen 2004/2005 som vinnare av Spanska cupen.